# Thomas of Stirling
Thomas of Stirling († zwischen 26. Februar und 16. Mai 1227) war ein schottischer Geistlicher und Minister. Von 1226 bis zu seinem Tod diente er als königlicher Kanzler.
Thomas of Stirling benannte sich nach Stirling in Stirlingshire. Als Kleriker diente er spätestens ab Februar 1215 als Schreiber des königlichen Kanzlers William del Bois. 1222 wurde er zum Archidiakon von Glasgow ernannt, doch Thomas diente weiterhin als Schreiber in der Hofkapelle und bezeugte mehrere königliche Urkunden. Auch wenn unklar ist, welche Einkünfte er als Archidiakon bezog, war das Amt wahrscheinlich eine Sinekure. Nach dem Rücktritt von William del Bois als Kanzler ernannte König Alexander II. vor dem 22. Juli 1226 Thomas zu seinem neuen Kanzler. Er starb aber bereits wenige Monate später.